# Гуашь
Гуа́шь (фр. Gouache, итал. guazzo — водная краска, плеск) — вид клеевых водорастворимых красок, более плотный и матовый, чем акварель. Состоит из растёртых пигментов (минералы, окислы металлов и глины) и связующего (клея). В гуашевых красках присутствуют белила. Благодаря этому рисунок гуашью получает некоторую приглушённость цветов. Также рисунки после высыхания становятся более светлыми — выбеливаются (поэтому от художника требуется некоторый опыт в работе) и приобретают нежную бархатистость и матовость. Дополнительно в гуашь входят связующие компоненты, такие как декстрин, гуммиарабик, крахмал. В состав некоторых гуашевых красок добавляют акрил, масло, мёд, глицерин, фруктовую камедь.

## История
Термин первоначально возник в XVIII веке во Франции, хотя сама техника живописи гуашью значительно старше — она использовалась в Европе в Средние века.
Гуашью выполнялись книжные миниатюры уже в Средние века, обыкновенно вместе с акварелью. В эпоху Возрождения художники писали гуашью портретные миниатюры, эскизы, картоны, исполняли другие подготовительные работы. Впервые комбинацию двух техник, работая акварелью с добавлением белил, применял художник-маньерист XVI века Паоло Пино.
Расцвет техники гуаши приходится на конец XIX — начало XX в. В России художники объединения «Мир искусства» писали гуашью большие станковые произведения, эскизы театральных декораций, костюмов, плакатов, используя её декоративные качества. Произведения искусства, выполненные гуашью, тоже носят название гуашь.

## Техника
Некоторые художники не воспринимают гуашь «всерьёз», называя её «детской» или «плакатной» техникой. Однако в действительности гуашь является самостоятельной техникой (хотя довольно редкой среди профессиональных художников) наравне, например, с акварелью.
Гуашь — идеальное средство для начинающих художников, так как в этой технике очень легко исправлять ошибки, в отличие от акварели.
Гуашевые краски изготавливаются из пигментов и клея с добавлением белил. Примесь белил придаёт гуаши матовую бархатистость, но при высыхании цвета несколько выбеливаются (высветляются), что должен учитывать художник в процессе рисования, подбирая цветотональные отношения, соответствующие натуре. С помощью гуашевых красок можно перекрывать тёмные тона светлыми. Красочный слой также может быть склонным к образованию трещин, если он накладывается слишком толсто, поэтому, работая с гуашью, нужно ограничиваться наложением одного-трёх, реже четырёх слоёв. Эта проблема может быть в определённой степени ослаблена использованием утолщающей основы, например, aquapasto или добавлением небольшого количества столярного клея к краскам.
Гуашью можно работать не только на бумаге, но и на грунтованном (не размываемом) холсте, на ткани (шёлк, пропитанный раствором бычьей жёлчи или крахмальным клейстером), картоне, фанере. Гуашь широко применяется в декорационной живописи, при выполнении различных эскизов. Очень часто используют её для цветных набросков.
Гуашь удобна в работе и, что важно, даёт возможность вносить исправления в процессе рисования. Слой краски средней толщины сохнет от 30 минут до 3 часов в зависимости от влажности воздуха. Художественная гуашь отличается от плакатной большей кроющей способностью и цветовой насыщенностью, что достигается заменой цинковых белил каолином, меньше разбеливающим краску и делающим её более плотной, насыщенной и звучной.
Ещё одно отличие художественной гуаши от плакатной (детской) — наличие названий цветов (например, краплак, сажа газовая и т. д.) При изготовлении таких красок их оттенок проверяется на соответствие стандартам ГОСТ или ТУ, чего не делается для плакатной гуаши, поэтому, например, красный цвет плакатной гуаши может не соответствовать аналогичному цвету художественной, что в итоге может привести к затруднениям в подборе необходимого цвета. Также художественная гуашь более светостойка и долговечна.
Для декоративных работ и оформления спектаклей выпускаются флуоресцирующие гуашевые краски. Эти краски обладают способностью флуоресцировать под действием ультрафиолетовых и видимых фиолетовых, синих и зелёных лучей. Флуоресцентная гуашь обладает свойством при облучении усиливать свою яркость, что используется при декорационных эффектах в темноте. Гуашевые флуоресцентные краски разбавляют водой. Эти краски имеют низкую кроющую способность, поэтому рекомендуется наносить их на белую подложку — белый грунт, бумагу и т. п., что делает их более яркими, при этом краски следует наносить тонким слоем. Флуоресцентная гуашь не водостойка, поэтому применять её вне помещений не рекомендуется.
Работы, выполненные гуашью, традиционно относятся искусствоведами к графике и оформлять их следует как и любые другие графические работы (тушь, акварель и др.) — в паспарту и в раму под стекло. Несмотря на это, в последние годы появилась тенденция делить работы, выполненные акварелью или гуашью, на графические и живописные.

## Галерея
- Буддийская рукопись XII века, Индия
- Асфоделус ветвистый; Ганс Симон Хольцбекер; гуашь на пергаменте; 1649–1659 гг.; Государственный музей искусств (Копенгаген, Дания)
- Интерьер; около 1842 г.; кисть, акварель, белая гуашь на белой бумаге; Смитсоновский музей дизайна Купер Хьюитт (Нью-Йорк)
- Молодая девушка в шляпе; Хосеп Мария Тамбурини; 1909 г.; гуашь на бумаге; Каса Лис (Саламанка, Испания)
- Бэттери-парк; Гленн Колман; гуашь на бумаге; Коллекция Филлипса (Вашингтон)